# Kransgras (geslacht)
Kransgras	(Polypogon) is een plantengeslacht dat behoort tot de grassenfamilie. Kransgrassoorten komen wereldwijd voor, behalve in Antarctica.
De rijpe aartjes vallen in hun geheel van de bloeiwijze af.

## Soorten
De volgende soorten worden onderscheiden:
- Polypogon australis Brongn.
- Polypogon chilensis (Kunth) Pilg.
- Polypogon elongatus Kunth
- Polypogon exasperatus (Trin.) Renvoize
- Polypogon fugax Nees ex Steud.
- Polypogon griquensis (Stapf) Gibbs Russ. & Fish
- Polypogon hissaricus (Roshev.) Bor
- Polypogon imberbis (Phil.) Johow
- Polypogon interruptus Kunth
- Polypogon ivanovae Tzvelev
- Polypogon linearis Trin.
- Polypogon magellanicus (Lam.) Finot
- Polypogon maritimus Willd.
- Polypogon mollis (Thouars) C.E.Hubb. & E.W.Groves
- Polypogon monspeliensis (L.) Desf.
- Polypogon nilgiricus Kabeer & V.J.Nair
- Polypogon parvulus Roseng., B.R.Arrill. & Izag.
- Polypogon pygmeus Tzvelev
- Polypogon schimperianus (Hochst. ex Steud.) Cope
- Polypogon subspathaceus Req.
- Polypogon tenellus R.Br.
- Polypogon tenuis Brongn.
- Polypogon viridis (Gouan) Breistr.

## Hybriden
- Polypogon ×adscendens Guss.